# ادگار پوسپ
ادگار پوسپ (استونیایی: Edgar Puusepp; ۱۱ سپتامبر ۱۹۱۱ – ۱۹ دسامبر ۱۹۸۲) کشتی‌گیر اهل استونی بود.
وی در مسابقات ۵۶ کیلوگرم کشتی فرنگی بازی‌های المپیک تابستانی ۱۹۳۶ اشاره کرد.